# 宽楯藤壶属
宽楯藤壶属（学名：Savignium）为塔藤壶科的一个属。

## 下级分类
本属包括以下物种：
- Savignium crenatum (Sowerby, 1823)
- Savignium tuamotum Achituv & Langsam, 2005